# هوخازاند-سابامير
هوخازاند-سابامير Hoogezand-Sappemeer  بلدية هولندية تقع في الشمال الشرقي للبلاد بمقاطعة خرونينجن.

## طوبوغرافيا
خريطة طوبوغرافية هولندية لبلدية هوخازاند-سابامير، يونيو 2014، (تقرأ بعد ثلاث نقرات على الخريطة)

## أعلام
- ماريان تيمر
- مايكي فوس
- يوب غال